# Grete Weixler

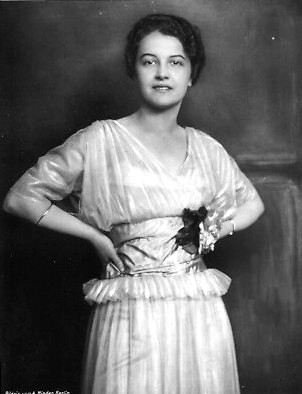
Grete Weixler photographiée par Alexander Binder.

Grete Weixler (née en 1869 et morte après 1921) est une actrice allemande.

## Biographie
Grete Weixler était la sœur cadette de Dorrit Weixler, elle aussi actrice, mais plutôt dans un registre comique.

## Filmographie

### Cinéma
- 1915 : Jahreszeiten des Lebens
- 1916 : Dalles und Liebe
- 1916 : Der Mutter Ebenbild
- 1916 : Im Reich der Zwerge
- 1917 : Der Kinokönig
- 1917 : Die Memoiren des Satans, 1. Teil - Doktor Mors
- 1917 : Die Memoiren des Satans, 2.Teil - Fanatiker des Lebens
- 1917 : Franz Poppels Jugend
- 1917 : Ihr Sohn
- 1917 : Klein Doortje : Meyke
- 1918 : Der Fluch des Nuri : Mimi, Freundin des Kabarettisten
- 1918 : Der Weg, der zur Verdammnis führt, 1.Teil - Das Schicksal der Aenne Wolter
- 1918 : Die Verteidigerin : Felicie - Modell
- 1918 : Donna Lucia : Tochter
- 1918 : Leutnant Mucki
- 1918 : Liebe und Leben - 3. Teil: Zwei Welten : Melie
- 1918 : Liebe und Leben, 2. Teil - Die Tochter des Senators
- 1918 : Liebesopfer
- 1919 : Der Klabautermann
- 1919 : Der Terministenklub
- 1919 : Der Weg, der zur Verdammnis führt, 2.Teil - Hyänen der Lust : Lilly
- 1919 : Die Herrenschneiderin : Gretel - seine Tochter
- 1919 : Heddas Rache : Kitty
- 1919 : Kitsch
- 1919 : Margarete. Die Geschichte einer Gefallenen
- 1919 : Verschleppt : Ethel Golden
- 1919 : Wolkenbau und Flimmerstern
- 1919 : Zwei Welten : Melie
- 1920 : Die Sklavenhalter von Kansas-City : Daisy - his daughter
- 1921 : Das Gasthaus von Chicago : Schöne Anita
- 1921 : Die Brillantenmieze, 1. Teil
- 1921 : Die Brillantenmieze, 2. Teil

### Courts-métrages
- 1915 : Mademoiselle Piccolo de Franz Hofer
- 1916 : Die Gräfliche Range
- 1916 : Geopfert
- 1919 : Die schwarze Locke